# Première Nation de Wasagamack
La Première Nation de Wasagamack, dont le nom officiel est Wasagamack First Nation en anglais, est une Première Nation oji-crie au Manitoba au Canada. Sa principale communauté est la réserve de Wasagamack sur le lac Island (en).

## Géographie
La Première Nation de Wasagamack possède trois réserves au Manitoba dont la plus grande et populeuse est Wasagamack située à environ 600 km au nord de Winnipeg sur le lac Island (en),.
| Réserve        | Superficie (hectares) | Emplacement              |
| -------------- | --------------------- | ------------------------ |
| Feather Rapids | 472                   | Rive nord du lac Pelican |
| Naytawunkank   | 414,8                 | Rive sud du lac Bigstone |
| Wasagamack     | 7 446,2               | Rive oust du lac Island  |

## Démographie
Les membres de la Première Nation de Wasagamack sont des Oji-Cris. En janvier 2022, la bande avait une population inscrite totale de 2 234 membres dont 229 vivaient hors réserve.

## Gouvernance
La Première Nation de Wasagamack est affiliée au conseil tribal d'Island Lake.

## Annexe